# Altillac
Altillac település Franciaországban, Corrèze megyében. Lakosainak száma 827 fő (2022. január 1.). Altillac Astaillac, Bassignac-le-Bas, Mercœur, Reygade, Cahus, Gagnac-sur-Cère és Beaulieu-sur-Dordogne községekkel határos.

## Népesség
A település népességének változása:
| Lakosok száma | 762  | 791  | 824  | 833  | 866  | 861  | 861  | 840  | 829  | 827  |
|               | 1968 | 1982 | 1990 | 2006 | 2013 | 2015 | 2017 | 2019 | 2020 | 2022 |